# Dioda elektroluminescencyjna

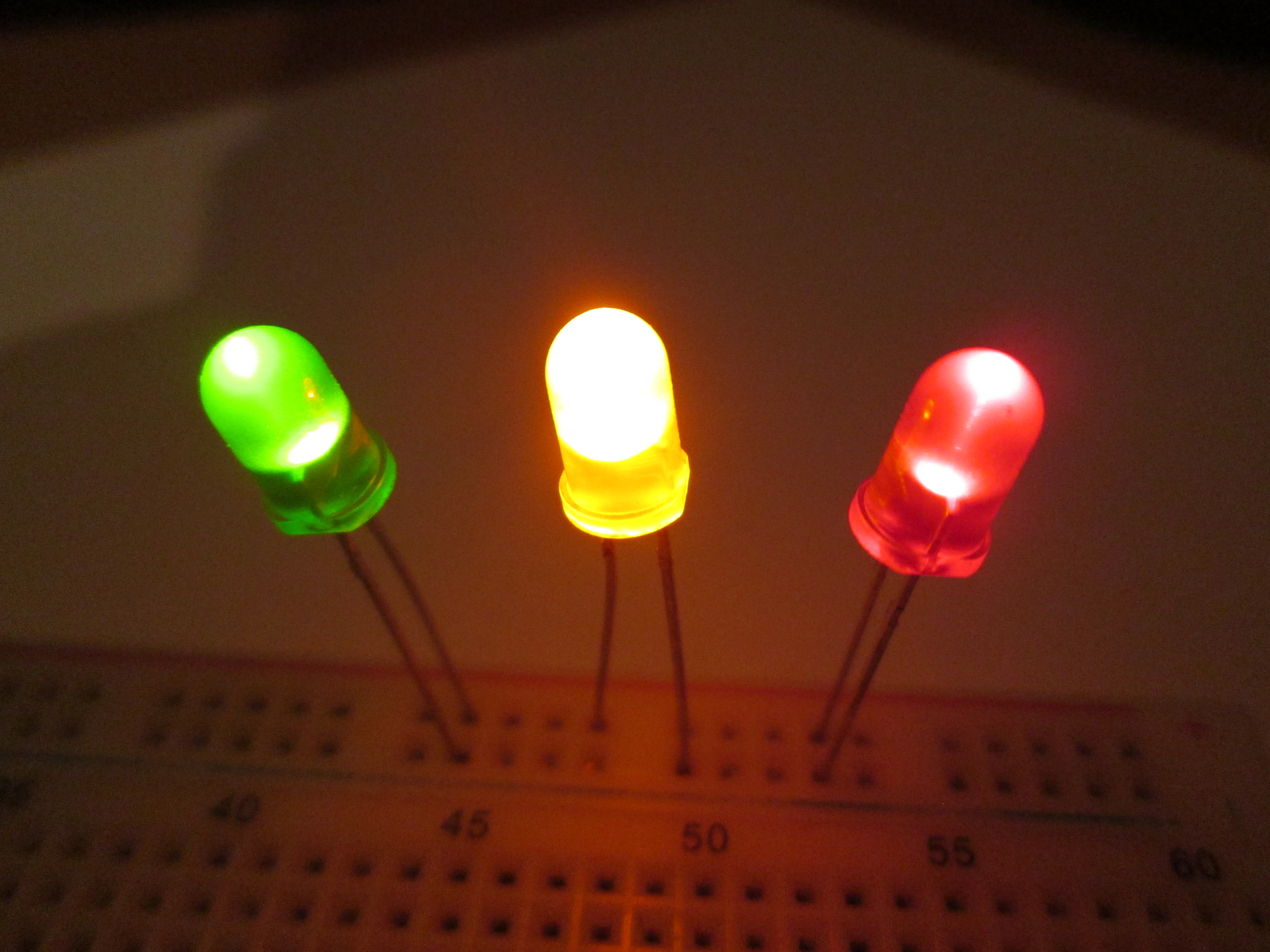
Zielona, żółta i czerwona dioda elektroluminescencyjna

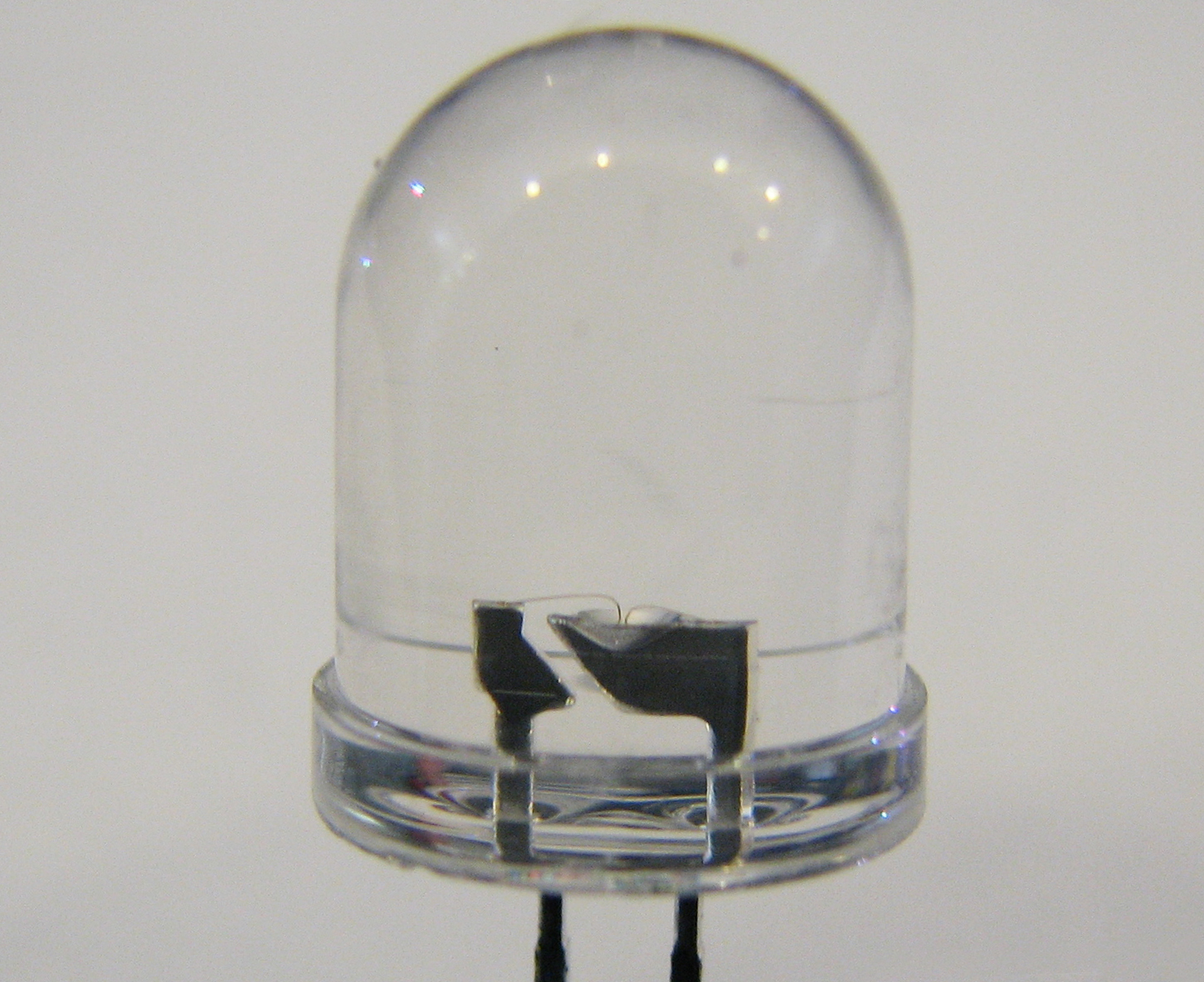
Struktura wewnętrzna diody elektroluminescencyjnej: anoda (+) po lewej, katoda (–) po prawej stronie

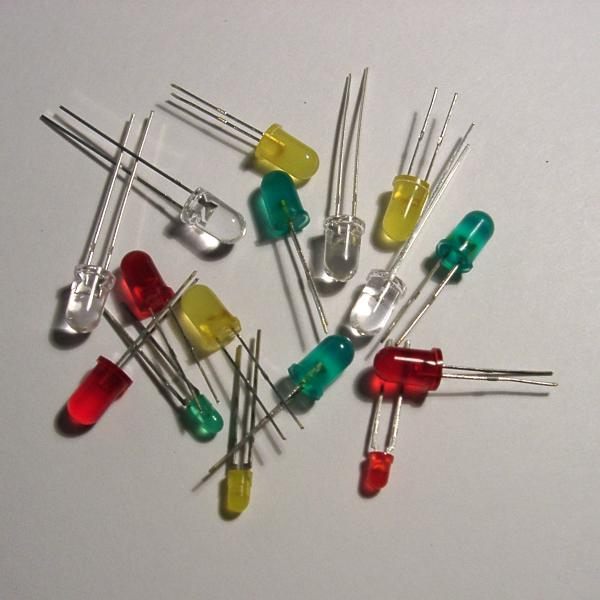
Różne diody elektroluminescencyjne

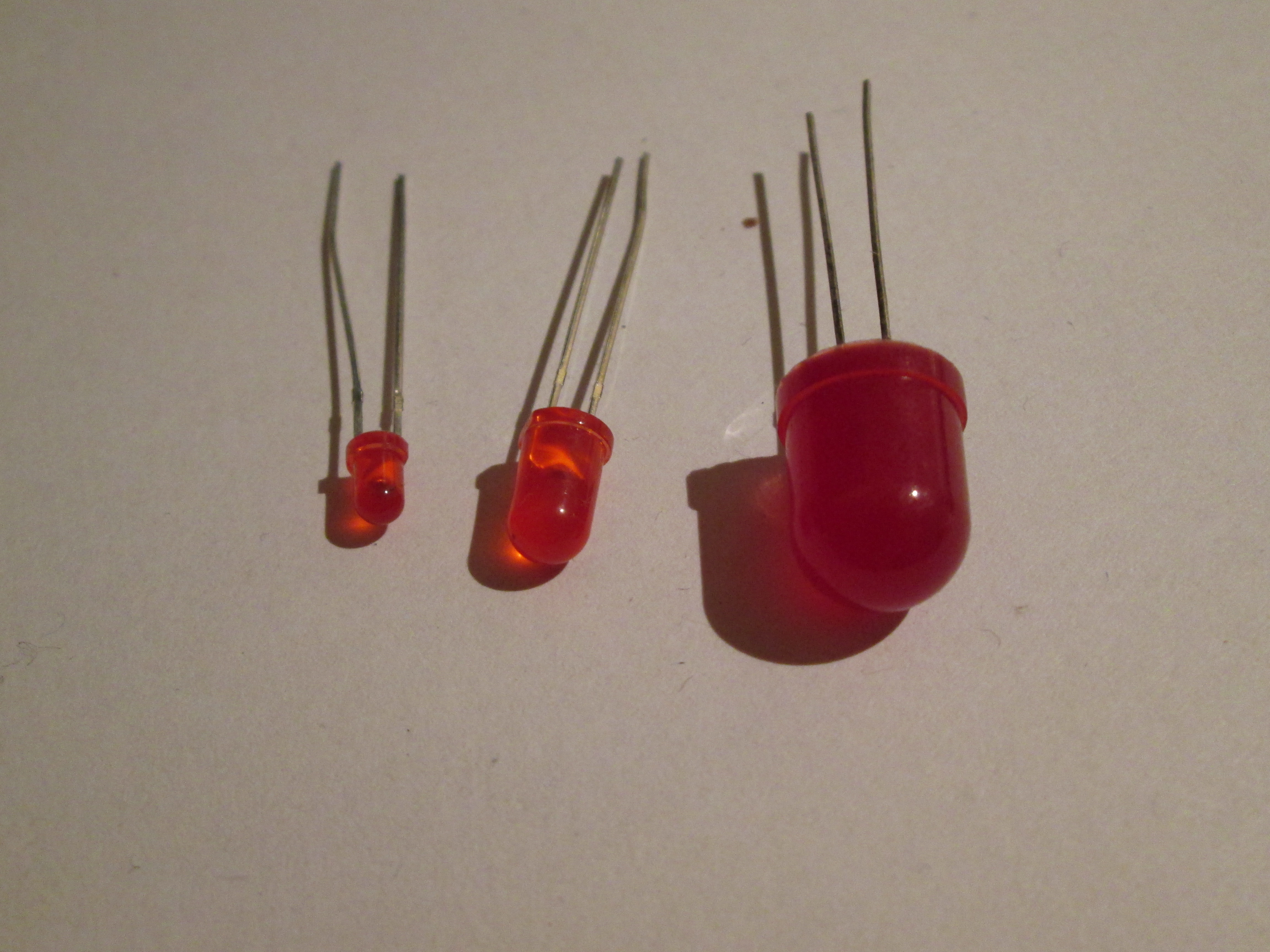
Różnice pomiędzy diodami LED 3, 5 i 10 mm

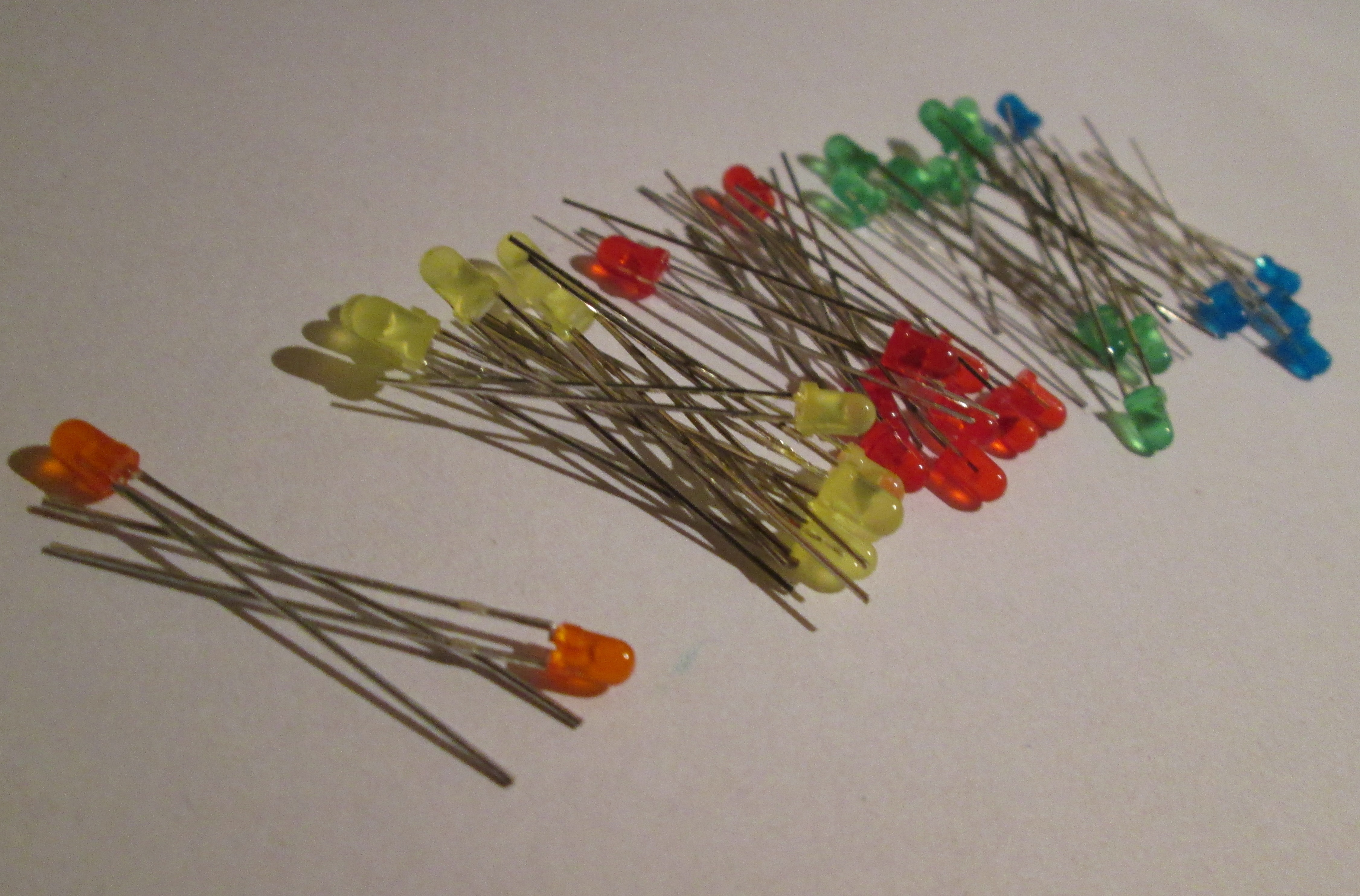
Trzymilimetrowe diody elektroluminescencyjne

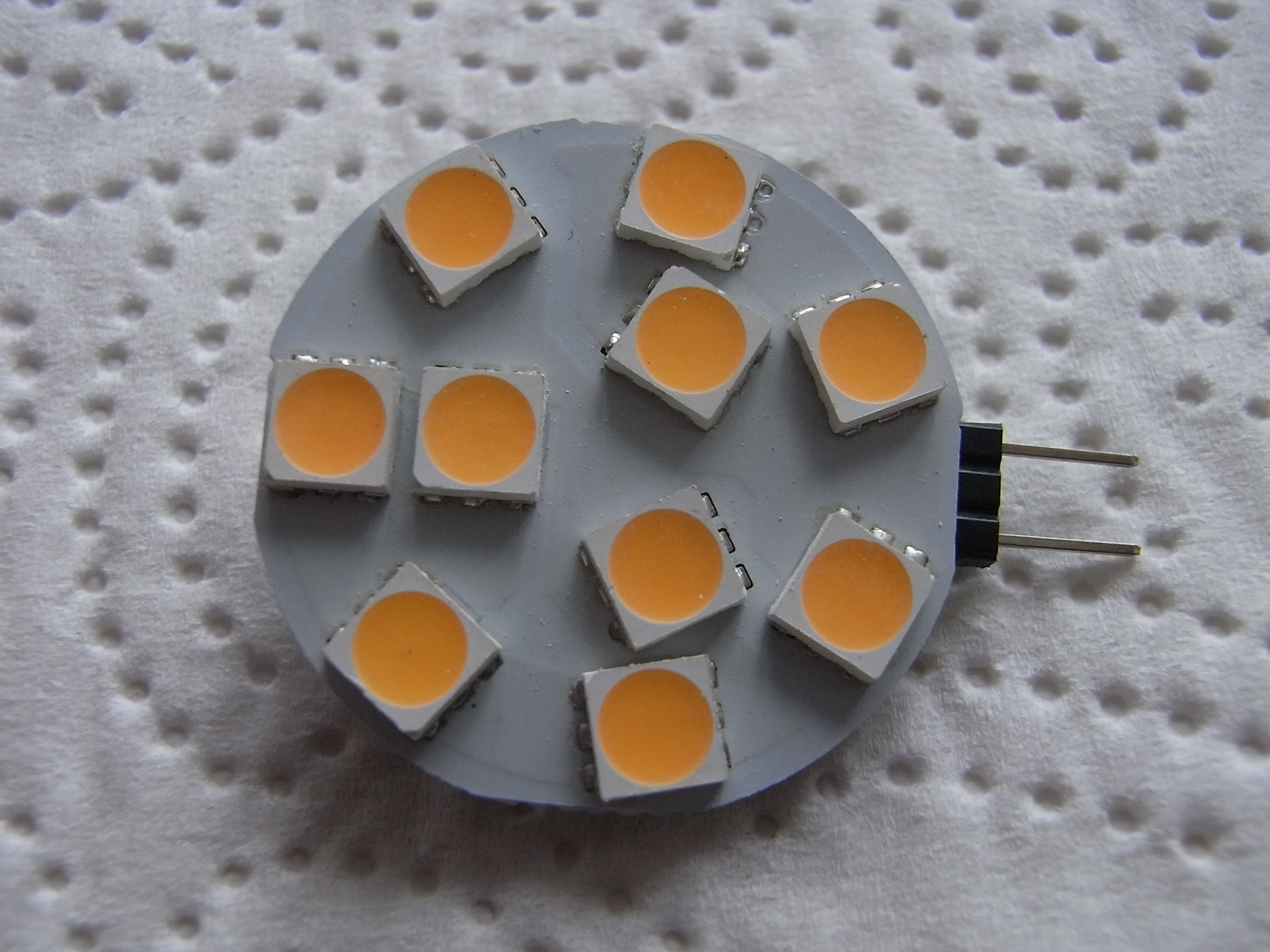
Diody płaskie (typ SMD)

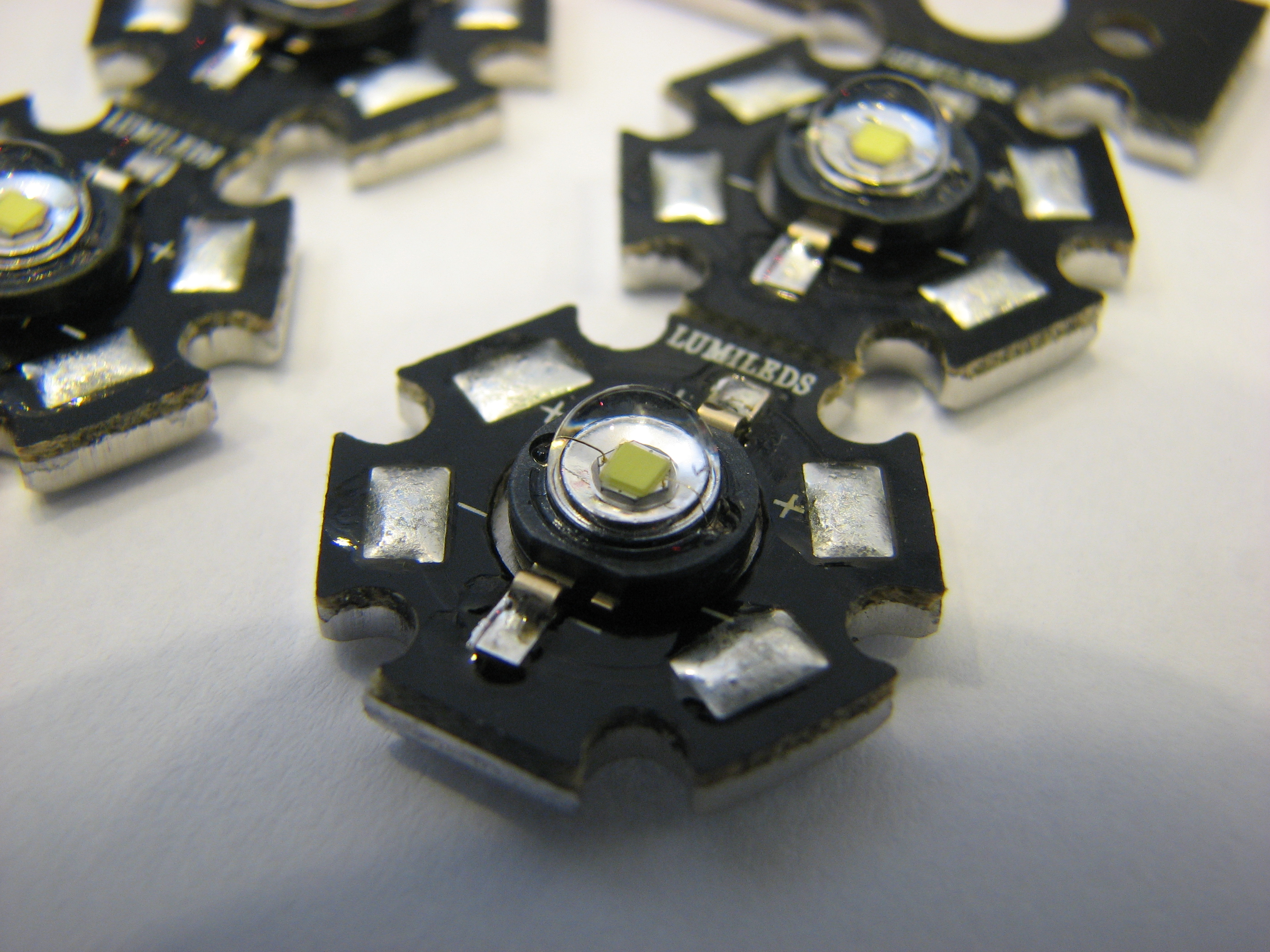
Diody dużej mocy (tutaj przykład diod marki Luxeon)

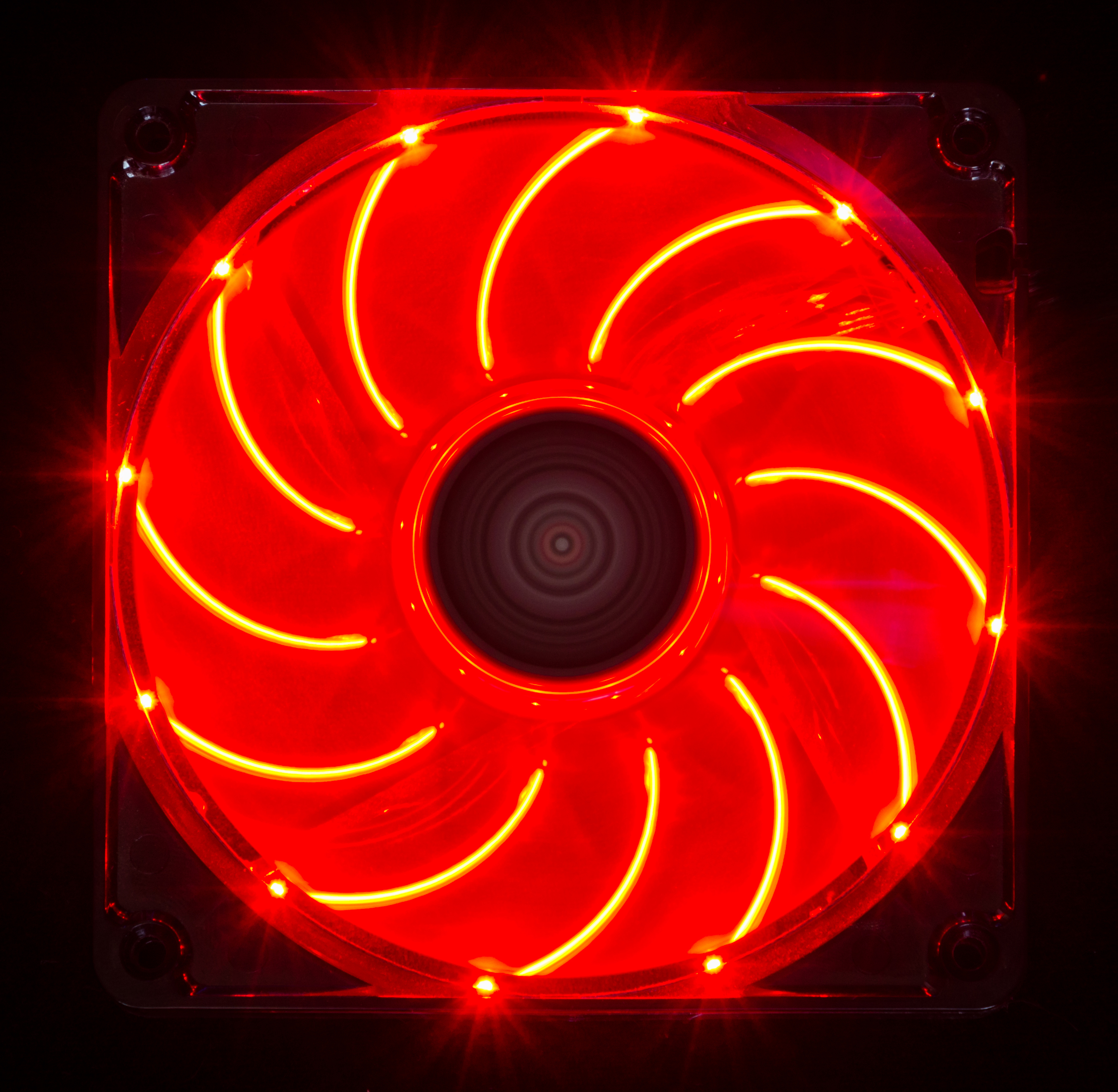
Diody LED podświetlające wentylator komputerowy

Dioda elektroluminescencyjna, dioda świecąca, dioda emitująca światło, LED (ang. light-emitting diode) – dioda zaliczana do półprzewodnikowych przyrządów optoelektronicznych, emitujących promieniowanie w zakresie światła widzialnego, podczerwieni i ultrafioletu.

## Wynalezienie diody
Do produkcji weszła w latach 60. XX w. w formie opracowanej przez amerykańskiego inżyniera Nicka Holonyaka juniora, który jest uważany za jej wynalazcę.
Jednak już w latach 20. XX wieku, radziecki technik radiowy Oleg Łosiew w trakcie badań półprzewodników zauważył, że diody ostrzowe ze złączem wykonanym z węgliku krzemu emitują światło, w latach 1927–1930 opublikował łącznie 16 artykułów opisujących działanie diod elektroluminescencyjnych, co czyni go prawdziwym odkrywcą efektu elektroluminescencji.

## Działanie
Działanie diody elektroluminescencyjnej (LED) opiera się na zjawisku rekombinacji nośników ładunku (rekombinacja promienista). Zjawisko to zachodzi w półprzewodnikach wówczas, gdy elektrony, przechodząc z wyższego poziomu energetycznego na niższy, zachowują swój pseudopęd. Jest to tak zwane przejście proste. Podczas tego przejścia energia elektronu zostaje zamieniona na kwant promieniowania elektromagnetycznego. Przejścia tego rodzaju dominują w półprzewodnikach z prostym układem pasmowym, w którym minimum pasma przewodnictwa i wierzchołkowi pasma walencyjnego odpowiada ta sama wartość pędu.
Półprzewodnikiem cechującym się tego rodzaju przejściami jest arsenek galu (GaAs) i między innymi dzięki tej właściwości głównie ten związek stosuje się do produkcji źródeł promieniowania. Drugim powodem popularności arsenku galu jest jego bardzo duża sprawność kwantowa – parametr określający udział przejść rekombinacyjnych, w wyniku których generowane są fotony, do ilości nośników ładunku przechodzących przez warstwę zaporową złącza p-n (przejścia rekombinowane zachodzą w obszarze czynnym złącza).
{\displaystyle \eta _{qw}={\frac {N_{fot}}{N_{noso}}}={\frac {\frac {P_{prom}}{h\nu }}{\frac {I}{e}}},}
gdzie:
{\displaystyle N_{fot}} – całkowita ilość fotonów generowanych wewnątrz obszaru czynnego,
{\displaystyle N_{noso}} – całkowita ilość nośników wstrzykiwanych do obszaru czynnego złącza,
{\displaystyle P_{prom}} – moc promieniowania generowanego wewnątrz półprzewodnika,
{\displaystyle h} – stała Plancka,
{\displaystyle v} – częstotliwość generowanego promieniowania,
{\displaystyle I} – prąd elektryczny doprowadzony do diody,
{\displaystyle e} – ładunek elektronu.
W krzemie i germanie dominują przejścia skośne.
Luminescencja jest zjawiskiem fizycznym polegającym na emitowaniu przez materię promieniowania elektromagnetycznego pod wpływem czynnika pobudzającego, które dla pewnych długości fali przewyższa emitowane przez tę materię promieniowanie temperaturowe. W diodzie elektroluminescencyjnej (LED) mamy do czynienia z elektroluminescencją, przy wytworzeniu której źródłem energii pobudzającej jest prąd elektryczny dostarczony z zewnątrz, czasami pole elektryczne. Najefektywniejsza elektroluminescencja w półprzewodniku powstaje w wyniku rekombinacji swobodnych nośników ładunku w złączu p-n, gdy jest ono spolaryzowane w kierunku przewodzenia. Intensywność świecenia zależy od wartości doprowadzonego prądu, przy czym zależność ta jest liniowa w dużym zakresie zmian prądu. Zjawiska przeszkadzające elektroluminescencji to pochłanianie wewnętrzne i całkowite odbicie wewnętrzne. Długość fali generowanego promieniowania:
{\displaystyle \lambda ={\frac {hc}{W_{g}}},}
gdzie:
{\displaystyle h} – stała Plancka,
{\displaystyle c} – prędkość światła,
{\displaystyle W_{g}=W_{c}-W_{v}} – szerokość pasma zabronionego lub różnica energii poziomów, między którymi zachodzi rekombinacja.
Miarą strat na odbicie wewnętrzne i pochłanianie jest stosunek zewnętrznej do wewnętrznej sprawności kwantowej {\displaystyle n_{qz}/n_{nw}.} O ile wewnętrzna sprawność kwantowa {\displaystyle n_{qw}} jest zależna od technologii procesu wytwarzania złącza oraz właściwości zastosowanego półprzewodnika, o tyle na zewnętrzną sprawność kwantową ma także wpływ kształt diody.
Kąt krytyczny, przy którym występuje pełne odbicie wewnętrzne
{\displaystyle q_{kr}=\arcsin {\frac {1}{n^{*}}},}
gdzie {\displaystyle n^{*}} jest współczynnikiem załamania.
Pochłanianie wewnętrzne może być wyrażane za pomocą funkcji {\displaystyle \exp[-a(l)x],} gdzie {\displaystyle a(l)} jest współczynnikiem absorpcji dla danej długości fali, {\displaystyle x} zaś określa odległość od miejsca rekombinacji promienistej do powierzchni emitującej promieniowanie diody na zewnątrz.
Całkowitą sprawność zamiany energii elektrycznej na energię promienistą w przypadku diody płaskiej określa zależność:
{\displaystyle \mu _{qz}={\frac {q}{P}}{\frac {4n^{*}}{(n^{*}+1)^{2}}}(1-\cos \phi _{kr}){\frac {\int \Phi (\lambda )[1+R~\exp(-2\alpha _{n}(\lambda )\chi _{n})]~\exp(\alpha _{p}(\lambda )\chi _{p})d\lambda }{\int \Phi (\lambda )d\lambda }},}
gdzie:
{\displaystyle P} – moc wejściowa elektryczna,
{\displaystyle 4n^{*}/(n^{*}+1)^{2}} – współczynnik transmisji (przepuszczalności) promieniowania z wnętrza półprzewodnika do powietrza,
{\displaystyle f(l)} – strumień fotonów,
{\displaystyle R} – współczynnik odbicia od kontaktu tylnego,
{\displaystyle \alpha _{n},} {\displaystyle \alpha _{p}} – współczynnik absorpcji w obszarze n lub p diody,
{\displaystyle x_{n},} {\displaystyle x_{p}} – grubość obszaru n lub p diody.
Złącza p-n diod elektroluminescencyjnych z GaAs wykonuje się zazwyczaj techniką dyfuzyjną, co zapewnia im wysoką sprawność kwantową.
Promieniowanie diod elektroluminescencyjnych z GaAs można uczynić widzialnym za pomocą przetworników podczerwieni, na przykład przez pokrycie powierzchni diody odpowiednim luminoforem. Promieniowanie widzialne emitują diody elektroluminescencyjne z półprzewodników trójskładnikowych, na przykład GaAsP, w których są spełnione warunki dla prostych przejść rekombinacyjnych. Diody z GaAsP emitują światło czerwone o długości fali {\displaystyle l} = 650 nm.
Długość fali emitowanego promieniowania zwiększa się ze wzrostem temperatury złącza. Diody emitują promieniowanie w bardzo wąskim przedziale widma: od 490 nm – kolor niebieski do 950 nm – bliska podczerwień.
Diody elektroluminescencyjne są wytwarzane z materiałów półprzewodnikowych (pierwiastki z III i V grupy układu okresowego, na przykład arsenek galu, fosforek galu, arsenofosforek galu, o odpowiednim domieszkowaniu). Barwa promieniowania emitowanego przez diody elektroluminescencyjne zależy od materiału półprzewodnikowego; są to barwy: niebieska, żółta, zielona, pomarańczowa, czerwona.
| Nazwa               | Materiał   | Barwa |
| ------------------- | ---------- | --- |
| arsenek galu        | GaAs       | podczerwień |
| fosforek galu       | GaP        | czerwona, zielona, żółta |
| arsenofosforek galu | GaAs1-xPx  | czerwona, pomarańczowa, żółta |
| galoarsenek glinu   | AlxGa1-xAs | czerwona, podczerwień |
| azotek galu         | GaN        | niebieska, biała (gdy dioda jest pokryta luminoforem, który wzbudzany przez niebieskie światło diody z azotku galu świeci przykładowo na żółto, co w efekcie daje barwę białą z widocznym lekkim niebieskim odcieniem) |

Średni prąd przewodzenia {\displaystyle I_{F}} nie powinien przekraczać 20–1500 mA, zależnie od typu diody. Często ogranicza się go za pomocą odpowiednio dobranego opornika połączonego szeregowo z diodą lub stabilizatora prądu. Stabilizatory prądu są zwykle stosowane do zasilania diod dużej mocy, gdzie istotna jest sprawność układu zasilania diody.
Zalety diod elektroluminescencyjnych to:
- duża sprawność
- duża trwałość
- duża wartość luminacji
- mały pobór prądu
- małe rozmiary
- małe straty energii
- mała wartość napięcia zasilającego.

## Parametry diod elektroluminescencyjnych (LED)
- czas narastania lub opadania
- częstotliwość graniczna
- długość fali emitowanego światła
- maksymalne napięcie wsteczne (do kilku V)
- maksymalny prąd (przewodzenia) zasilający (w mA)
- moc wyjściowa
- skuteczność świetlna
- sprawność kwantowa (zewnętrzna)
- szerokość widmowa.

## Odmiany i zastosowania LED

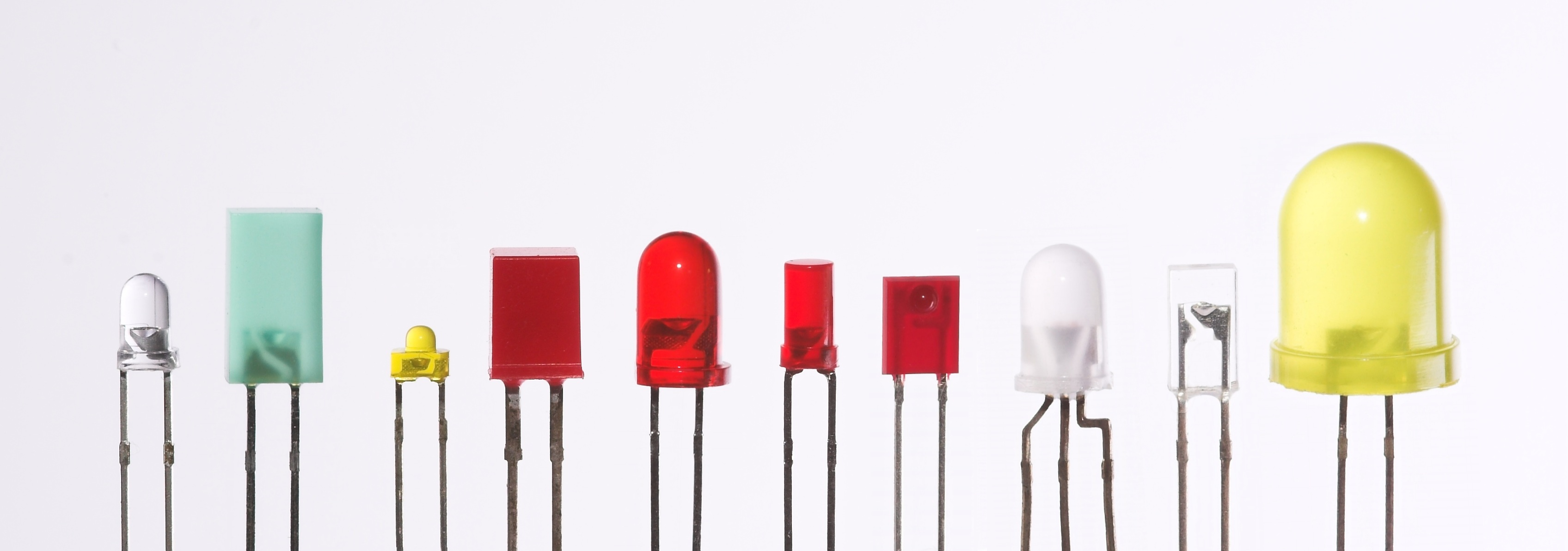
Diody elektroluminescencyjne produkowane są w różnych wielkościach i kształtach obudowy. W większości przypadków kolor obudowy odpowiada barwie emitowanego światła. Wyjątek stanowią obudowy bezbarwne, które stosuje się do diod światła białego, jak i innych barw – również wielokolorowe oraz diod emitujących podczerwień.

- Cool white LED – dioda generująca światło białe zimne (według normy PN-EN 12464-1 jest to temperatura barwowa powyżej 5300 K)
- HBLED, High Brightness LED – diody o wysokiej jasności świecenia. Za takie uważa się diody, których jasność przekracza 0,2 cd. Znajdują one zastosowanie w miejscach, gdzie zwykle używa się tradycyjnych źródeł światła: w sygnalizacji ulicznej, w oświetleniu pojazdów, w latarkach.
- High Power LED lub Power LED – dioda wysokiej mocy. Do poprawnej pracy wymaga zapewnienia odpowiedniego chłodzenia i źródła prądowego do zasilania. Białe diody tego typu mają najczęściej emiter wielkości kilku mm², jasność 80–200 lm przy prądzie 350 mA i pobieranej mocy około 1 W. Maksymalny prąd podawany przez producentów to zazwyczaj 0,7–1,5 A na 1 mm² struktury (maksymalny prąd zależy w głównej mierze od chłodzenia struktury świecącej diody). Firmy produkujące tego typu LED-y to (przykładowe modele w nawiasach):
  - CREE (XR-C, XR-E, XP-C, XP-E, XP-G, MC-E)
  - Luminus Devices (SST-50, SST-90)
  - Nichia
  - Osram Opto Semiconductors GmbH (Ostar, Oslon)
  - Philips Lumileds Lighting Company (Luxeon K2, Luxeon Rebel)
  - Seoul Semiconductors (SSC-P4, SSC-P7)
- IR – emitujące promieniowanie podczerwone, stosowane w łączach światłowodowych, a także w urządzeniach zdalnego sterowania
- Neutral white LED – dioda generująca światło białe neutralne (według normy PN-EN 12464-1 jest to temperatura barwowa 3300–5300 K)
- RGB LED – dioda mająca struktury do generowania trzech podstawowych barw (czerwony, zielony, niebieski) i, przez możliwość ich mieszania, praktycznie dowolnej barwy
- RGBA LED – rozszerzenie struktury RGB o dodatkową diodę o kolorze bursztynowym, powiększającą osiągalną przestrzeń barw
- RGBW LED – rozszerzenie struktury RGB o dodatkową diodę o kolorze białym. Przykładem diody RGBW jest dioda firmy CREE model MC-E RGBW.
- Warm white LED – dioda generująca światło białe ciepłe (według normy PN-EN 12464-1 jest to temperatura barwowa poniżej 3300 K). Diody ciepłe mają najbardziej zbliżoną temperaturę barwową do światła żarówki.

Zespoły diod elektroluminescencyjnych są stosowane w różnego rodzaju wyświetlaczach, na przykład siedmiosegmentowych.